# Mike Lang
Michael „Mike“ Anthony Lang (vormals Michael Herbert Lang, * 10. Dezember 1941 in Los Angeles; † 5. August 2022 ebenda) war ein US-amerikanischer Jazz- und Studiomusiker (Klavier, Keyboard, Arrangement).

## Leben und Wirken
Michael Herbert Lang kam als Sohn des Filmproduzenten Jennings Lang und der Schauspielerin Monica Lewis zur Welt. Im Alter von 4½ Jahren begann er mit dem Klavierspielen. Zu seinen Lehrern gehörten Leonard Stein, George Tremblay und Lalo Schifrin. In späteren Jahren änderte er seinen mittleren Namen in Anthony.
Ab den frühen 1960er-Jahren arbeitete Lang als Jazz- und Studiomusiker in Hollywood. So wirkte er bei rund 2000 Film- und Fernseh-Soundtracks mit. U. a. arbeitete er mit John Williams (Close Encounters of the Third Kind, Catch Me If You Can), Jerry Goldsmith (Gremlins, The Russia House), John Barry (Body Heat, The Specialist), Henry Mancini und anderen. Erste Aufnahmen im Jazz entstanden 1964 mit Paul Horn (Jazz Suite on the Mass Texts). In den folgenden Jahren war er laut Tom Lord bis 2019 an 165 Aufnahmesessions beteiligt, meist als Sessionmusiker bzw. in Studioorchestern mit Stan Kenton, Dizzy Gillespie, Jimmy Smith, Bill Henderson, Frank Zappa (Lumpy Gravy, 1968), Karin Krog, Don Ellis, Tom Scott, Bud Shank, John Klemmer, Monica Lewis, Marlena Shaw, Art Pepper, Peggy Lee, Sarah Vaughan, Milt Jackson, Stan Getz, Herb Alpert, Ella Fitzgerald (Ella Abraca Jobim/Sings the Antonio Carlos Jobim Songbook), Lee Konitz, Lennie Niehaus, David Benoit, Diane Schuur, The Clayton-Hamilton Jazz Orchestra, Thom Rotella, Wayne Shorter  und Tierney Sutton. 1994 nahm er unter eigenem Namen das Album Days of Wine and Roses: The Classic Songs of Henry Mancini auf, unter Heranziehung von Kollegen wie Chuck Domanico und Harvey Mason. In den 2000er-Jahren war er noch an Aufnahmen von Wayne Bergeron, Lorraine Feather und Bette Midler beteiligt.
In den 1970er und 1980er Jahren komponierte er einige Male selbst die Musik für Film und Fernsehen.
Mike Lang starb im August 2022 im Alter von 80 Jahren in seinem Zuhause in Studio City an den Folgen einer Erkrankung an Lungenkrebs.

## Filmografie (Auswahl)
- 1973: The Wide World of Mystery (Fernsehserie, 2 Episoden)
- 1974: The Wide World of Mystery - Suicide Club (Fernsehfilm)
- 1979–1980: House Calls (Fernsehserie, 3 Episoden)
- 1986: Hollywood Harry